# Igo Hatsuyōron
Igo Hatsuyōron (囲碁発陽論?) es una colección de 183 problemas de go, la mayoría problemas de vida y muerte, compilado en 1713 por el maestro japonés Inoue Dōsetsu Inseki.
Hasta finales del siglo XIX, el Hatsuyoron siguió siendo un secreto muy bien guardado de la casa Inoue, donde se utilizaba para enseñar tácticas a los mejores alumnos. Se hizo público tras el colapso de la casa; aparecieron copias poco fidedignas antes del descubrimiento en 1982 de una copia auténtica. Se cree esta copia se parecería bastante a la original ahora perdida.
Igo Hatsuyoron se considera uno de los libros más difíciles de este tipo, y como tal, todavía se utiliza para la formación de los jugadores profesionales. Contiene muchos problemas tan complejos que aparecieron soluciones falsas o incompletas en las primeras ediciones. Hay problemas especialmente profundos, redescubiertos en 1982, y que todavía no están completamente resueltos a día de hoy.

## Historia

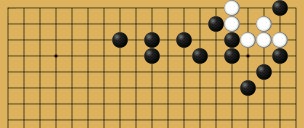
Un ejemplo típico de Hatsuyoron es el problema 43.
El diagrama muestra un pequeño grupo de piedras blancas confinado en la esquina por seis piedras negras en la cuarta línea. Es un problema de vida y muerte.
Mueven negras y las blancas viven o al menos obtienen un ko.

Inoue Dosetsu Inseki fue el cuarto jefe de la casa Inoue y Meijin desde 1708 hasta su muerte en 1719, es mejor conocido por su papel de guardián de la joven Dochi después de la muerte de su maestro Dosaku; su excepcional habilidad como compositor de problemas go se descubre después del colapso del sistema de casas de 1868 durante la Restauración Meiji.
En 1713 Dosetsu compila la Igo Hatsuyoron (japonés: 囲 碁 発 陽 論, chino simplificado: 围棋 发 阳 论, pinyin: fāyanglun Weiqi, este título significa literalmente: Explore el mundo del Go), una colección de más de 1500 problemas, muchos de ellos provienen de él o se mejoraron utilizando problemas anteriores. El libro está diseñado para su uso en la formación de los mejores alumnos, y para ello contiene solo problemas, sin ninguna indicación de su solución. Por más de 150 años, se mantiene en secreto, bajo el control directo de la Inoue; la existencia misma del libro se ignora en las otras tres casas (Honinbo, Yasui y Hayashi).
Inoue estableció un riguroso sistema de seguridad para impedir que el libro fuese robado por otras escuelas. Era considerado un gran tesoro, y el contenido se mantuvo confidencial, no solo para los que no pertenecían a la casa sino también para los alumnos normales de la propia casa Inoue. Únicamente un pequeño grupo de candidatos con potencial disfrutaban del lujo de poder estudiar este libro bajo la directa dirección del maestro, y solo accedían a un problema cada vez. Esta tradición se ha mantenido dentro de la "familia" hasta hace poco.
El Hatsuyoron se hizo público a partir de 1868 (pasaba de mano en mano por la casa Honinbo), y una primera edición se publicó en 1914 por Honinbo Shusai enriquecido con soluciones y comentarios. A partir de ese momento, el libro adquiere su reputación como "libro de problemas muy difíciles". Aparecen dos ediciones más, basándose esencialmente en la de Shusai pero mejoradas y con soluciones. La primera aparecen en 1953 (dirigida por Hideyuki Fujisawa) y la otra en 1980 (bajo la dirección de Hashimoto Utaro). Estas ediciones no obstante parten del el manuscrito original (que se cree que fue destruido en un incendio), y en estas copias se añadieron problemas de Xuanxuan Qijing (el más antiguo de los clásicos chinos).
En 1982, el antiquario Naomi Araki descubrió una copia que contenía solo los problemas de la versión original, incluyendo dos previamente desconocidos; la responsabilidad de una edición nueva estuvo a cargo de Hideyuki Fujisawa (entonces Kisei), esto hizo posible la divulgación de uno de estos dos problemas (Nº 120), considerado "El problema más difícil jamás se haya creado".
A partir de 1988, un análisis de las soluciones de la edición de 1982 por profesionales chinos les llevó a cuestionar algunas conclusiones japonesas; Cheng Xiaoliu publicó en 2010 una edición revisada de sus comentarios bajo el título de Weiqi Fayanglun Yanjiu (围棋 发 阳 论 研究, Investigación sobre Hatsuyoron).

## Contenidos

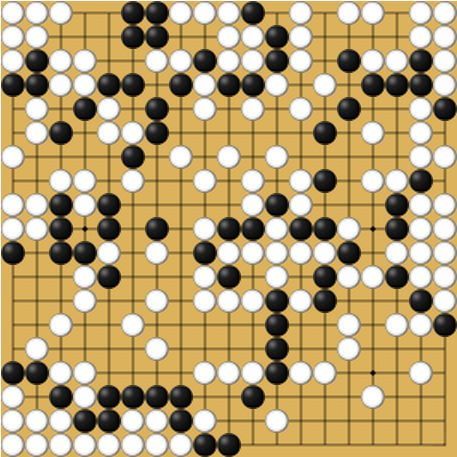
Problema 76 ("el cebo se traga los peces").
Una posición muy artificial, con algunas piedras negras dispersas y grandes bloques de piedras blancas que en las solución se sacrifican.
Juegan blancas juegan y capturan todas las piedras negras, aunque sacrifican 75 piedras por el camino.

## El problema más difícil jamás creado

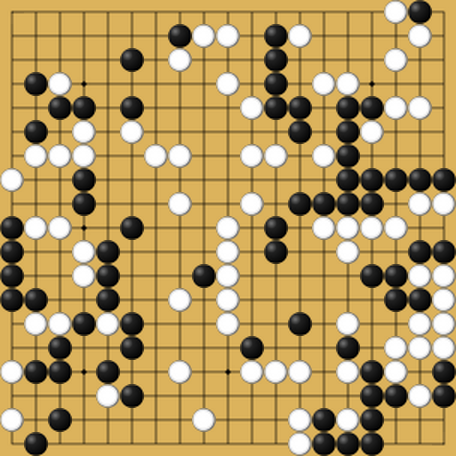
Problema 120. "El problema más difícil jamás creado". Juegan negras y ganan.
Es una posición que a primera vista podría producirse en una partida real.

En 1982, se encontró una copia del siglo XIX, que contiene dos problemas no incluidos en las ediciones precedentes. El manuscrito fue confiado a Hideyuki Fujisawa (entonces Kisei) y se realizó una nueva edición anotada. El primer problema era que 120 habían sido mal copiados, y se entregaron a uno de sus discípulos, Yasutoshi Yasuda, que también los modificó. 
Después de cerca de mil horas de trabajo con el 120, Fujisawa cree haber resuelto el problema, y hace pública su solución, fue traducido bajo el título "El problema más difícil de go", y fue acompañando de crítica entusiasta, afirmando por ejemplo que "la sorprendente novedad del tema, la forma, el cálculo preciso de los combates, el delicado equilibrio de los intercambios y la puntuación, todo esto hace de este problema una obra maestra única en la historia."
El planteamiento del problema (ver la figura a la derecha) es una posición que casi podría ser tomada de una partida real, y viene acompañado de la leyenda "Negro juega y gana". La solución es, en la variante principal, una larga serie de batallas usando tácticas impensables incluso para jugadores profesionales, especialmente un sacrificio de veinte piedras negras. El blanco se ve obligado a defenderse siempre, y concluye después de más de ciento cincuenta movimientos. Las negras terminan ganando por uno o dos puntos por las sutilezas del juego final (yose).
Este análisis no fue incluido por la edición china de Hatsuyōron en 1988, aunque esta edición contiene una mejora de la secuencia principal, mejorando las negros su puntuación en tres puntos. Pero en 2005, un jugador amateur alemán, Joachim Meinhardt, descubre una inesperada jugada de blancas confirmada por profesionales. Esta línea de juego desafía todas las soluciones anteriores. A finales de 2007, otro aficionado alemán, Thomas Redecker, observa una jugada de negras, que nunca había sido considerada hasta ahora, jugada en el momento adecuado (para la jugada 67 de la variante principal) es posible que permita salvar esa situación, pero de momento no se ha podido estudiar esta variación por los profesionales. Esta variación y todos sus análisis fue publicada por Thomas en un internet, y después en un libro. También ha sido comentada y mejorada (inicialmente utilizando un wiki) por muchos jugadores aficionados y profesionales, y una línea ganadora del juego de negras es confirmada por los jugadores profesionales a partir de 2012, pero en 2015 nuevo aparecen más variaciones. El problema no se puede considerar completamente solucionado.